# Meia Maratona de Lisboa
Meia Maratona de Lisboa é uma prova atlética de 21,097 m disputada anualmente no mês de Março em Lisboa, Portugal. É organizada sob égide da IAAF. O recorde da corrida masculina foi estabelecido por Jacob Kiplimo em 2021, e é também o Recorde Mundial para a Meia Maratona. Os atletas naturais do Quénia são os mais bem sucedidos na prova somando metade das vitórias totais, tendo Tegla Loroupe vencido a corrida feminina por seis ocasiões.
Esta prova, conjuntamente com a Maratona do Porto, constituem as provas de atletismo de estrada mais importantes em Portugal.

## História
Em 21 de novembro de 2021, Jacob Kiplimo venceu a Meia Maratona de Lisboa com o tempo de 0:57:31, o recorde do mundo da distância.

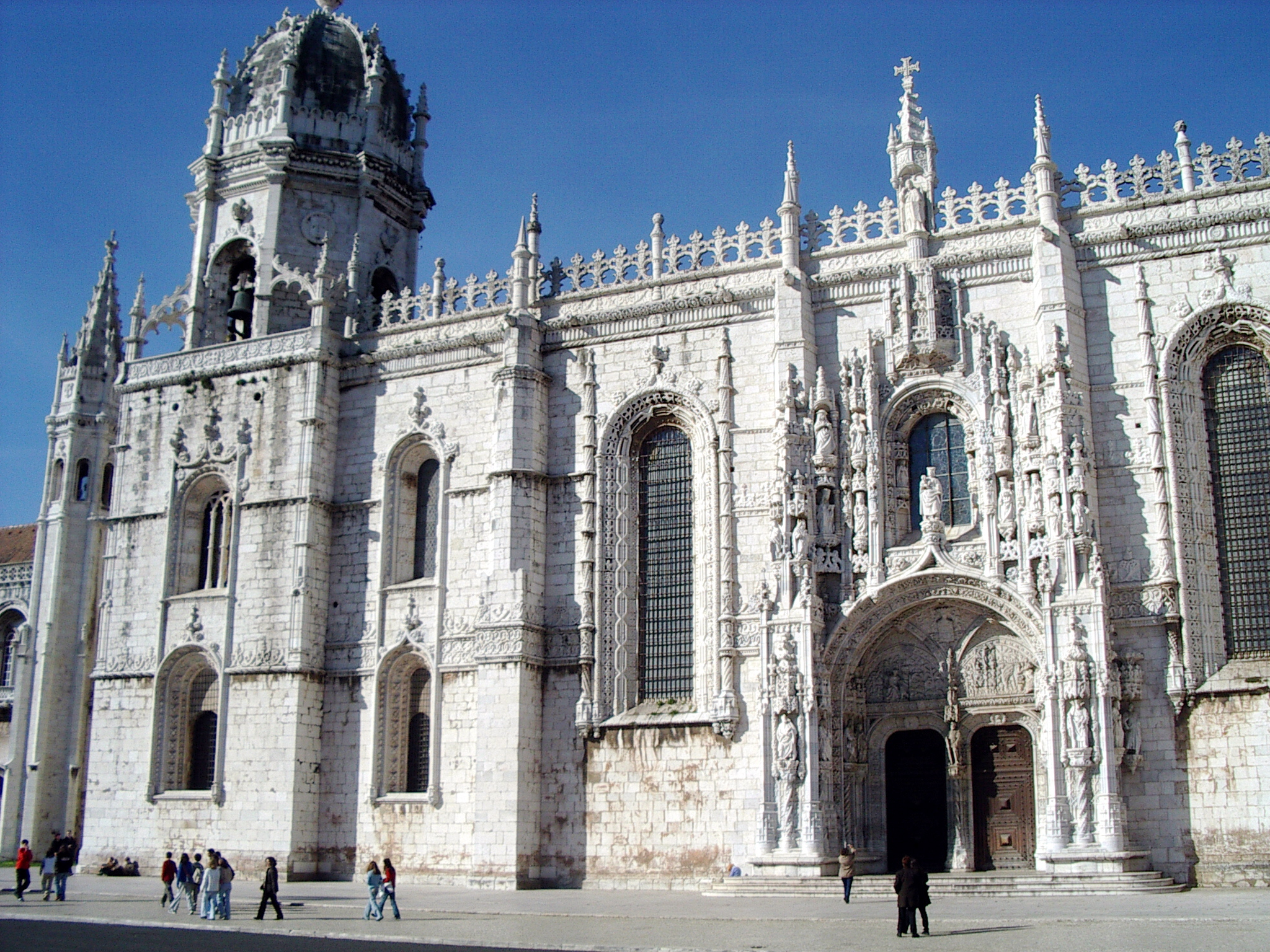
A corrida passa pelo Mosteiro dos Jerónimos

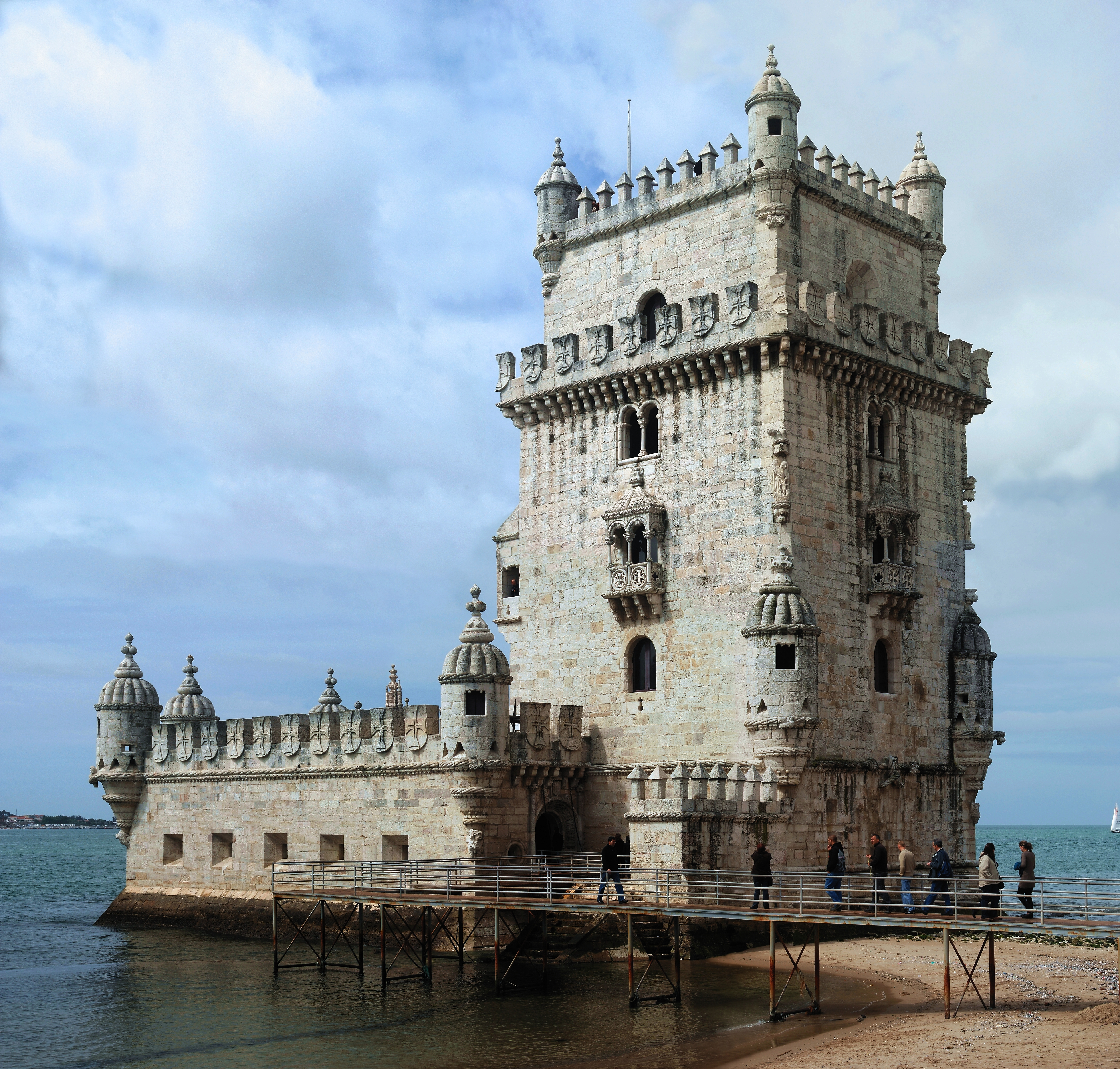
A corrida passa pelo Torre de Belém

### Vencedores

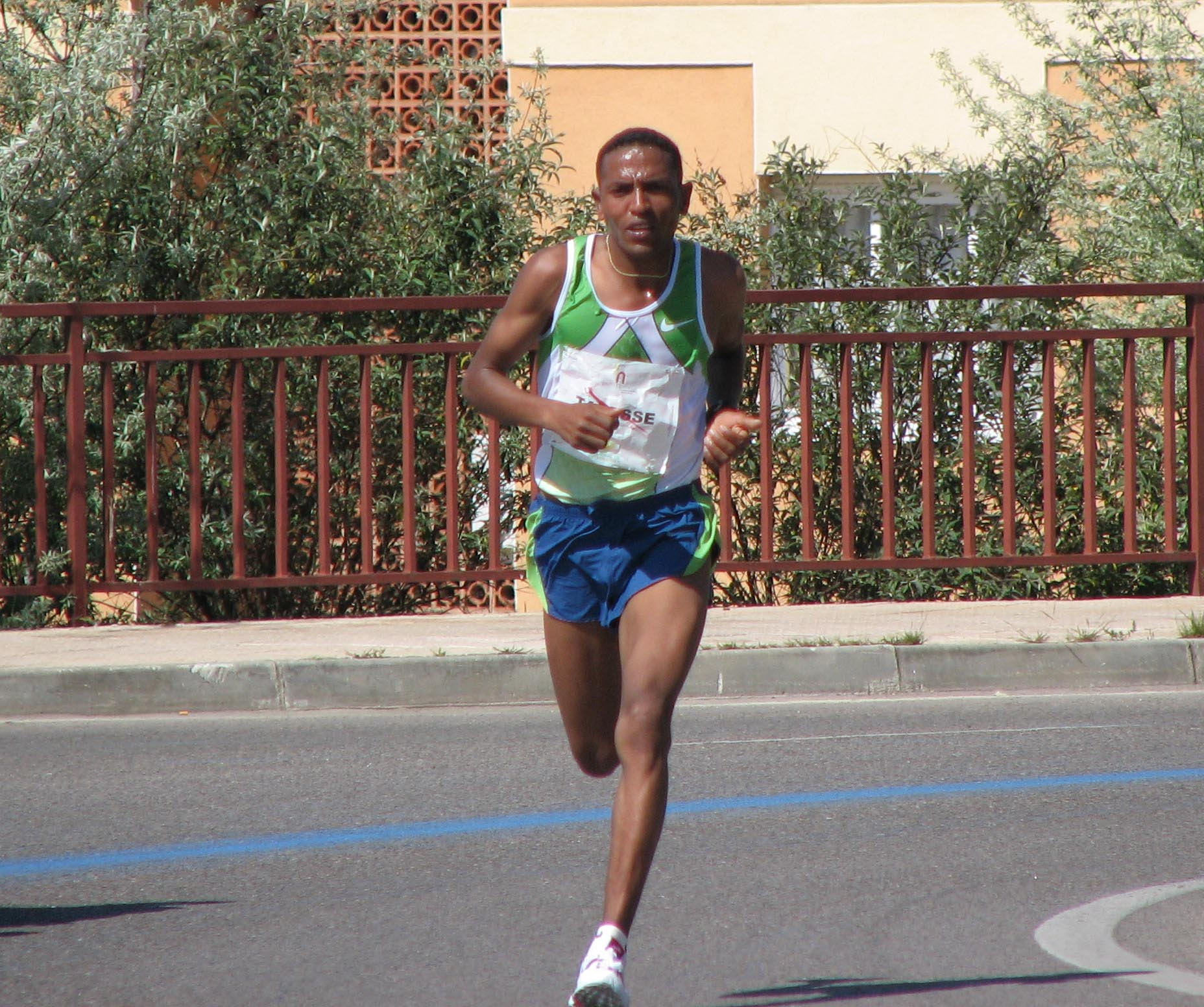
Zersenay Tadese bateu o recorde mundial em 2010.

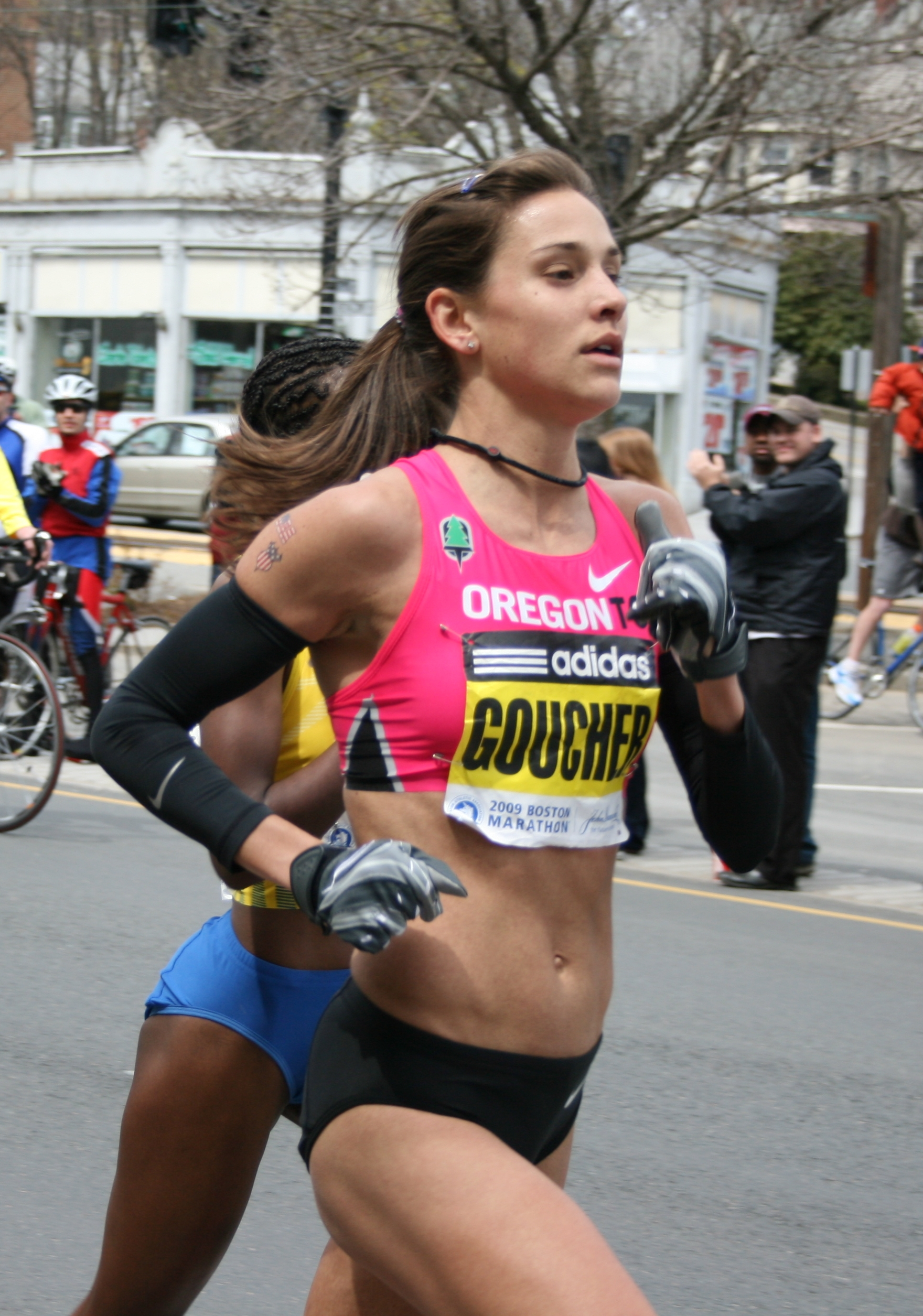
Kara Goucher venceu a corrida feminina em 2008.

| Ano  | Vencedor Masculino   | País          | Tempo 0(h:m:s) | Vencedor Feminino      | País           | Tempo 0(h:m:s) |
| ---- | -------------------- | ------------- | -------------- | ---------------------- | -------------- | -------------- |
| 2015 | Mo Farah             | Reino Unido   | 59:32          | Rose Chelimo           | Quênia         | 1:08.22        |
| 2014 | Bitan Karoki Muchiri | Quênia        | 59:58          | Worknesh Debele Degafa | Etiópia        | 1:08:28        |
| 2013 | Bernard Koech        | Quênia        | 59:54          | Edna Kiplagat          | Quênia         | 1:08:48        |
| 2012 | Zersenay Tadese      | Eritreia      | 59:34          | Shalane Flanagan       | Estados Unidos | 1:08:52        |
| 2011 | Zersenay Tadese      | Eritreia      | 58:30          | Aberu Kebede           | Etiópia        | 1:08:28        |
| 2010 | Zersenay Tadese      | Eritreia      | 58:23 RM       | Peninah Arusei         | Quênia         | 1:08:38        |
| 2009 | Martin Lel           | Quênia        | 59:56          | Kara Goucher           | Estados Unidos | 1:08:30        |
| 2008 | Haile Gebrselassie   | Etiópia       | 59:15          | Salina Kosgei          | Quênia         | 1:09:57        |
| 2007 | Robert Kipchumba     | Quênia        | 1:00:31        | Rita Jeptoo            | Quênia         | 1:07:05        |
| 2006 | Martin Lel           | Quênia        | 59:30          | Salina Kosgei          | Quênia         | 1:07:52        |
| 2005 | Paul Tergat          | Quênia        | 59:10          | Susan Chepkemei        | Quênia         | 1:08:49        |
| 2004 | Rodgers Rop          | Quênia        | 59:49          | Joyce Chepchumba       | Quênia         | 1:08:11        |
| 2003 | Martin Lel           | Quênia        | 1:00:10        | Derartu Tulu           | Etiópia        | 1:09:20        |
| 2002 | Haile Gebrselassie   | Etiópia       | 59:41          | Susan Chepkemei        | Quênia         | 1:08:23        |
| 2001 | Hendrick Ramaala     | África do Sul | 1:00:26        | Susan Chepkemei        | Quênia         | 1:05:44        |
| 2000 | Paul Tergat          | Quênia        | 59:06          | Tegla Loroupe          | Quênia         | 1:07:23        |
| 1999 | Japhet Kosgei        | Quênia        | 1:00:01        | Tegla Loroupe          | Quênia         | 1:07:52        |
| 1998 | António Pinto        | Portugal      | 59:43          | Catherina McKiernan    | Irlanda        | 1:07:50        |
| 1997 | Mohammed Mourhit     | Bélgica       | 1:01:17        | Tegla Loroupe          | Quênia         | 1:09:01        |
| 1996 | Clement Kiprotich    | Quênia        | 1:01:15        | Tegla Loroupe          | Quênia         | 1:07:12        |
| 1995 | Simon Lopuyet        | Quênia        | 1:00:26        | Tegla Loroupe          | Quênia         | 1:08:21        |
| 1994 | Andrés Espinosa      | México        | 1:01:34        | Tegla Loroupe          | Quênia         | 1:09:27        |
| 1993 | Sammy Lelei          | Quênia        | 59:24          | Nadezhda Ilyina        | Rússia         | 1:09:47        |
| 1992 | Tendai Chimusasa     | Zimbabwe      | 1:01:17        | Heléna Barócsi         | Hungria        | 1:10:01        |
| 1991 | Paul Evans           | Inglaterra    | 1:01:44        | Rosa Mota              | Portugal       | 1:09:52        |

## Estatísticas

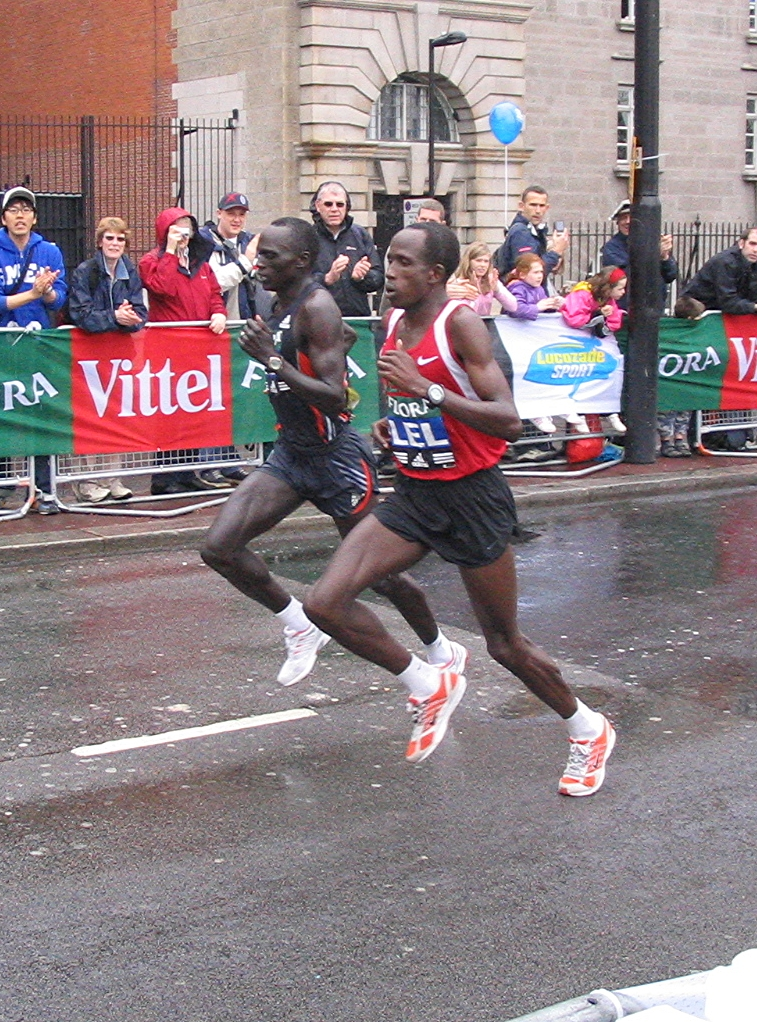
Martin Lel (direita) é o atleta masculino mais bem sucedido da prova

### Vencedores por País
| País           | Masculinos | Femininos | Total |
| -------------- | ---------- | --------- | ----- |
| Quênia         | 13         | 16        | 28    |
| Eritreia       | 3          | 0         | 3     |
| Etiópia        | 2          | 1         | 3     |
| Portugal       | 1          | 1         | 2     |
| Reino Unido    | 2          | 0         | 2     |
| Estados Unidos | 0          | 2         | 2     |
| Bélgica        | 1          | 0         | 1     |
| Hungria        | 0          | 1         | 1     |
| Irlanda        | 0          | 1         | 1     |
| México         | 1          | 0         | 1     |
| Rússia         | 0          | 1         | 1     |
| África do Sul  | 1          | 0         | 1     |
| Zimbabwe       | 1          | 0         | 1     |

### Vitórias por Atleta
| Atleta             | País     | Vitórias | Edições                            |
| ------------------ | -------- | -------- | ---------------------------------- |
| Tegla Loroupe      | Quênia   | 6        | 1994, 1995, 1996, 1997, 1999, 2000 |
| Susan Chepkemei    | Quênia   | 3        | 2001, 2002, 2005                   |
| Martin Lel         | Quênia   | 3        | 2003, 2006, 2009                   |
| Paul Tergat        | Quênia   | 3        | 2000, 2002, 2005                   |
| Zersenay Tadese    | Eritreia | 3        | 2010, 2011, 2012                   |
| Haile Gebrselassie | Etiópia  | 2        | 2002, 2008                         |
| Salina Kosgei      | Quênia   | 2        | 2006, 2008                         |